# HD206193
HD206193 — хімічно пекулярна зоря спектрального класу F5, що має видиму зоряну величину в смузі V приблизно  9,7.
Вона  розташована на відстані близько 2001,0 світлових років від Сонця.